# Малый красный червь
Малый красный червь, или малый выползок, или красноватый дождевик (лат. Lumbricus rubellus), — вид малощетинковых червей из семейства настоящих дождевых червей (Lumbricidae)

## Описание

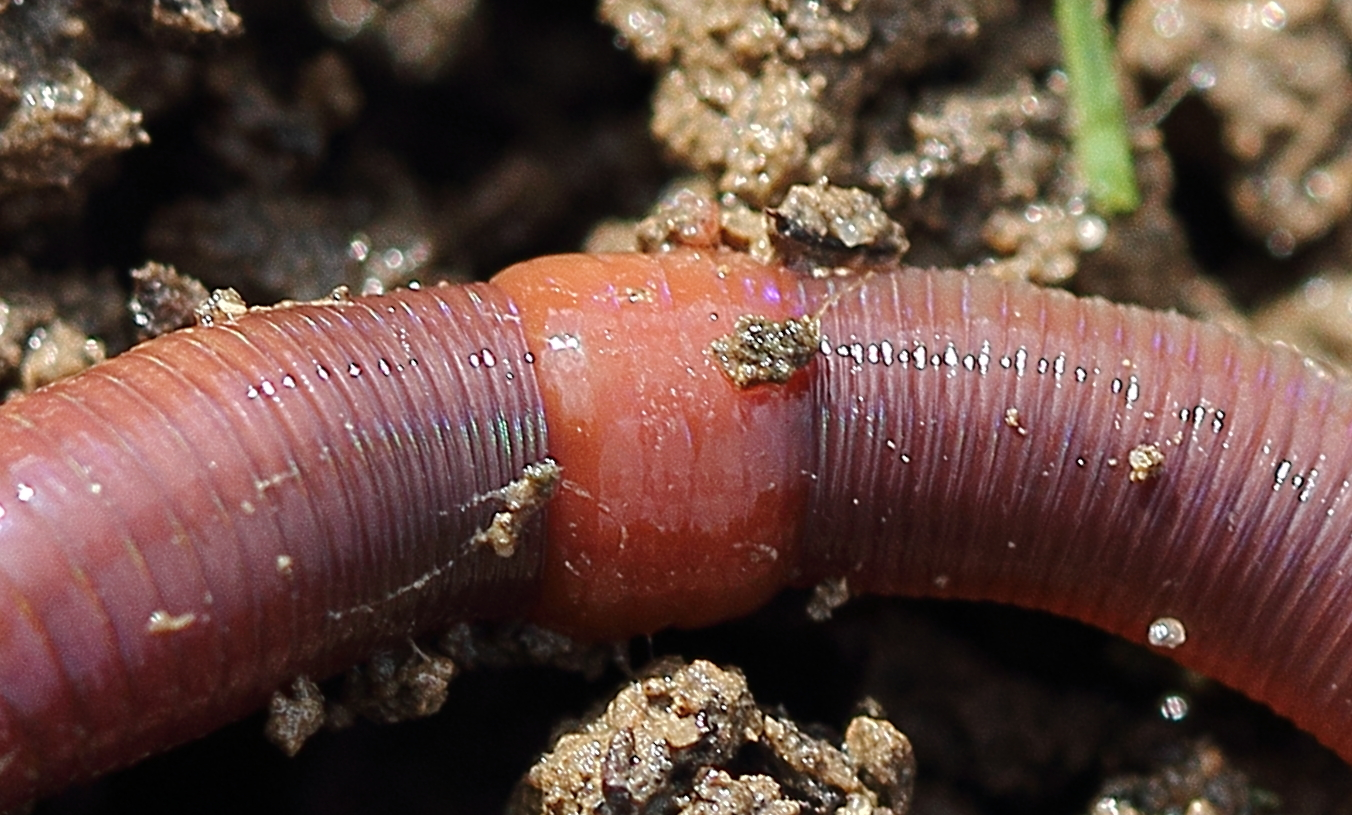
Клителлюм с 26-го по 32-й сегмент

Малый красный червь бывает длиной от 60 до 150 мм, шириной от 4 до 6 мм и имеет примерно 100 сегментов. Клителлюм с 26-го по 32-й сегмент. Окрас тела красно-коричневый, от красного до красно-фиолетового цвета, на конце тела бледнее. Первоначально родиной является Европа, однако благодаря человеку животное распространилось по всему миру.

## Образ жизни
Так же, как и компостный червь (Eisenia fetida), красноватый дождевик может переваривать ещё относительно неразложившийся органический материал растительного происхождения и поэтому держится у поверхности земли под листвой или другими отбросами. В отличие от компостного червя, он может строить проходы в земле, а также продвигаться вперёд в более глубокие слои. Часто его можно найти в прикорневой области (ризосфера) растений. Предпочитаемая величина pH составляет от 3,0 до 7,7. Малый красный червь относительно морозостоек. У него, так же как и у других видов рода Lumbricus, имеется высокая потребность в кальции, поэтому он предпочитает богатые известью почвы или отходы.

## Значение
Малый красный червь был интродуцирован в Канаду, Соединённые Штаты, Чили и Австралию. Вид имеет там незначительное экономическое значение. Он используется в качестве приманки рыболовами, особенно в Северной Америке. Неиспользованные черви вытряхиваются обычно на землю и могут таким образом широко распространяться, поэтому особенно большие популяции можно обнаружить вблизи озёр в Северной Америке. Красноватый дождевик как «переработчик» почвы способствует плодородию сельскохозяйственных площадей. В Индонезии и Китае, наряду с другими видами червей, малого выползка выращивают и перерабатывают в белковый порошок и затем продают в качестве биологически активной добавки или лекарства.